# Diorhabda elongata
Diorhabda elongata es una especie de insecto coleóptero de la familia Chrysomelidae. Es una especie paleártica. Ha sido introducido en Norteamérica para combatir al árbol introducido tamarisco que se ha convertido en plaga.
Fue descrita por Desbrochers en 1869. Algunos lo consideran sinónimo de Diorhabda sublineata.